# 竹内平太郎
竹内 平太郎（たけのうち へいたろう、1863年2月6日（文久2年12月18日） - 1933年（昭和8年）12月21日）は、島根県松江出身の海軍軍人。最終位階勲等は海軍少将。従四位勲三等功三級に至る。
竹内家初代は松江城天守の修復や、法華宗大雄寺の八角堂や堂宇を作った竹内有兵衛で、松江松平藩の初代藩主松平直政の大工頭であった名工竹内有兵衛（右兵衛、宇兵衛、たけのうち うへえ）の十代目の子孫。長男竹内和信は帝国陸軍航空総軍第53航空師団・第7航空通信連隊連隊長（終戦時大佐）。

## 年譜
- 1862年 - 出雲国松江生まれ
- 1877年 - 海軍兵学校に入校、海兵8期を次席で卒業[6]
- 1885年 - 少尉任官
- 1887年 - 大尉浅間鑑分隊長、海軍参謀部第二課員
- 1892年 - フランス国費留学（ - 1894年）
- 1894年 - 帰国し、海軍省軍務局第一課々僚、浪速分隊長
- 1895年 - 西海艦隊参謀
- 1896年 - 少佐、海軍省人事課課員
- 1897年 - 中佐
- 1898年 - 明石副長
- 1899年 - 八島副長、同年、愛宕艦長、北清事変で陸戦隊を派遣[3]
- 1900年 - 在フランス公使館付駐在武官
- 1901年 - 大佐主席駐在武官
- 1903年 - 日露海戦前夜、東京の海軍次官・斎藤実中将よりの極秘指令電報により、日本国政府が購入したアルゼンチン海軍の軍艦2隻（後の日進と春日）を、イタリア・ジェノヴァから、日本の横須賀へ回航（下段参照）。
- 1904年 - 「日進」初代艦長として日本海海戦に参戦。この時、艦長付伝令を務めた高野五十六少尉候補生（後の山本五十六）は海戦中に重傷を負い、アルゼンチン海軍大佐で「日進」の建造委員長だったマヌエル・ドメック・ガルシアも観戦武官として乗艦していた[7]。
- 1905年 - 朝日艦長
- 1906年 - 筑波艦長（「筑波」は、初の国産巡洋戦艦）
- 1907年 - 少将、呉鎮守府参謀長
- 1910年 - 軍令部出仕、待命
- 1911年 - 予備役
- 1918年12月18日 - 後備役[8]
- 1933年 - 死去

## 栄典・授章・授賞
位階
- 1885年（明治18年）9月16日 - 正八位[9]
- 1890年（明治23年）1月17日 - 従七位[10]
- 1891年（明治24年）12月16日 - 正七位[11]
- 1896年（明治29年）7月20日 - 従六位[12]
- 1898年（明治31年）3月8日 - 正六位[13]
- 1901年（明治34年）10月30日 - 従五位[14]
- 1906年（明治39年）11月30日 - 正五位[15]
- 1911年（明治44年）3月10日 - 従四位[16]

勲章等
- 1895年（明治28年）
  - 5月15日 - 勲六等瑞宝章[17]
  - 11月18日 - 勲五等双光旭日章[18]・明治二十七八年従軍記章[19]
- 1901年（明治34年）11月20日 - 勲三等旭日中綬章[20]
- 1902年（明治35年）5月10日 - 明治三十三年従軍記章[21]
- 1906年（明治39年）4月1日 - 功三級金鵄勲章、明治三十七八年従軍記章[22]

## 日露海戦前夜の訓令
1900年に主席駐在武官として駐仏公使館に着任した竹内大佐の主要な任務は、露仏同盟によりロシアと軍事的な関係を強化していたフランスにおいて、ロシアの軍事情報を収集することであったとされている。1903年12月22日、海軍次官・斎藤実中将はパリ駐在の竹内大佐に対し、日露戦争に備えて、アルゼンチン軍が発注していたジュゼッペ・ガリバルディ級装甲巡洋艦2隻（和名は日進、春日）をイタリア・ジェノヴァ港でその性能を確認し、日本への回航に必要な事項の調査を行うよう極秘訓令を発出した。
その時の極秘電の内容は以下のとおり。
```
「在巴里竹内大佐

　　　　　　　　　　　　　　　　　　　　　　　　海軍次官

　貴官ハ内密ニ且ツ速ニ伊國ニ赴キ「アンサルドー」會社ニテ製造中ノ「アルゼンチン」國軍艦二隻ノ現状ヲ視察シ特ニ次ノ諸件ニ就キ詳細電答アルベシ
（中略）
　一、船体機関及軍装ノ現状
　一、機関及大砲公試ノ成績
　一、本邦ニ回航スルニ如何ナル程度ノ準備ヲ要スルカ」
```

その後、日本が両艦を購入し、在ドイツ公使館駐在武官であった鈴木貫太郎中佐と共に日本に搬送することになった。この時の航路は、地中海－アフリカ大陸－インド洋経由の大回り航路と、地中海－スエズ運河－紅海－インド洋経由のショートカット航路があり、バルト海に常駐するロシア海軍バルチック艦隊が日本海に到達するよりも1日でも早く「日進」と「春日」を日本に搬送するためには、地中海－スエズ運河－紅海－インド洋航路経由が絶対条件であった。しかし、時は既に開戦に向けて日露関係が刻々と悪化しており、黒海に常駐するロシア海軍黒海艦隊が「日進」と「春日」の通過を妨害することは容易に想定できた。そのため、日本は同盟国イギリス（日英同盟）に援護を依頼し、現地の雇い水兵を集めた上で、1904年1月7日、「日進」と「春日」はイタリア・ジェノヴァ港を出港し、その後、ロシア黒海艦隊の前を通過することに成功。同年2月4日にはシンガポールを出港し、同月16日横須賀港に到着した。4日の御前会議で対露開戦が決定され、2月6日、日露国交は断絶した。竹内と鈴木貫太郎はこの時の功績で明治天皇に謁見する。

## 「露探事件」による引責辞職
竹内平太郎が駐仏公使館付主席駐在武官としてパリに赴任していた時期、東京麹町の留守宅に「竹内薫」という人物から慰問袋が定期的に届けられていた。1910年（明治43年）春、竹内平太郎が呉鎮守府庁舎で勤務中、官舎に「竹内薫」を名乗る目鼻立ちが整った美しい女性が訪れ、竹内平太郎に面会を求めた。妻の縫子は、「竹内薫」とは初対面であったが、十数年前より慰問袋を送付されていた差出人の人物であり、同姓の親近感から疑いもせずに官舎洋館の応接間に「竹内薫」を通してしまった。お茶の用意をするため、縫子はその女性一人を残して和館に戻り、10分ほどして洋館の応接間に茶菓子を運び入れた時には、既に「竹内薫」は消え去っていた。その後、20分ほどして竹内平太郎が官舎に戻った時に応接間の隣にある書斎を確認したところ、机の引き出しにあった「重要機密書類」が持ちだされていることが判明した。即座に呉憲兵隊に連絡し、呉市内に非常線が張られたものの、「竹内薫」を発見することはできなかった。
駐仏公使館主席駐在武官時代より、竹内はロシアを中心とした列強諸国の軍事情報などの情報収集や諜報活動を続けており、特に露探（ロシアのスパイ・工作員）からは常にマーク・尾行されていたとされている。この露探事件の責任を痛感した竹内平太郎は呉鎮守府の加藤友三郎司令長官に辞職願を提出し、軍令部出仕、待命となり、翌1911年（明治44年）1月に予備役を命ぜられ、49歳で海軍から辞職することになった。その後、竹内少将は長年の軍功に対し従四位に叙せられた。平太郎が辞職したこの事件については、旧海軍関係の公的史料にはほとんど記されていない。著者の母・前田のぶ（平太郎の二女）が縫子（平太郎の妻で、のぶの母）から事件当時の様子を詳しく娘に語ったことにより、平太郎の外孫である筆者が初めて『季刊山陰 第17号』に公開した秘話である。